# Лутации
Лутаций (Lutatius) е име на gens Лутация (Lutatia), плебейска фамилия в Древен Рим. Най-значителен клон на фамилията са Катулите (Catuli), с име Катул (Catullus).
Към Лутациите принадлежат:
- Гай Лутаций Катул, консул 242 пр.н.е., победител в битката при Егадските острови на 10 март 241 пр.н.е.
- Квинт Лутаций Церкон, консул 241 пр.н.е.
- Квинт Лутаций Катул (консул 220 пр.н.е.)
- Квинт Лутаций Катул, осиновил Секст Юлий Цезар
- Квинт Лутаций Катул (консул 102 пр.н.е.), консул 102 пр.н.е., казва се всъщност Секст Юлий Цезар, оратор, поет, писател.
- Квинт Лутаций Катул (консул 78 пр.н.е.), син на горния, майка му е Сервилия
- Лутация, дъщеря на Квинт Лутаций Катул (консул 102 пр.н.е.), съпруга на Квинт Хортензий